# Schamhaupten
Schamhaupten ist ein im Schambachtal gelegener Ortsteil des Marktes Altmannstein im Landkreis Eichstätt mit 370 Einwohnern.

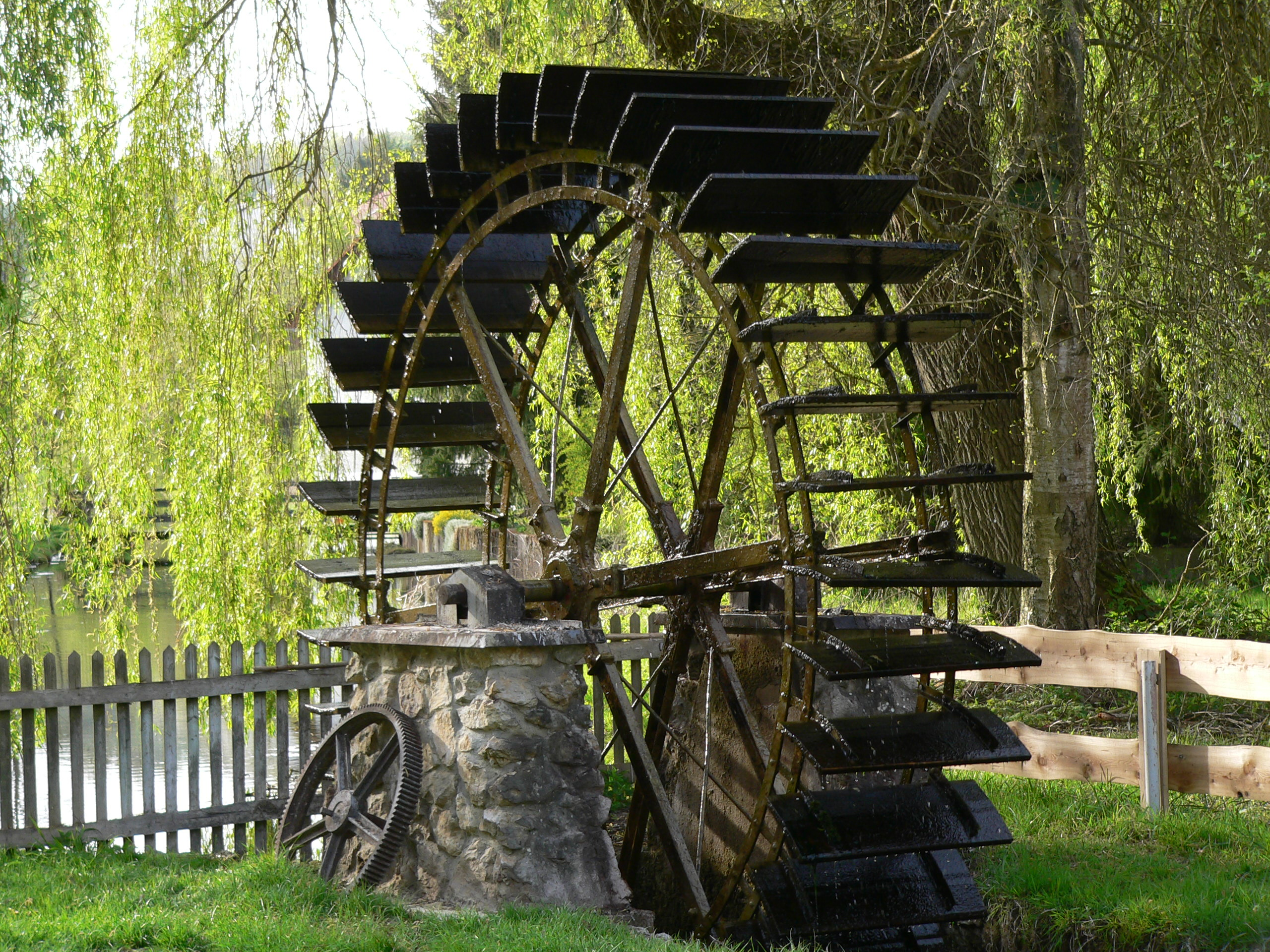
Das Wasserrad am Schambachursprung

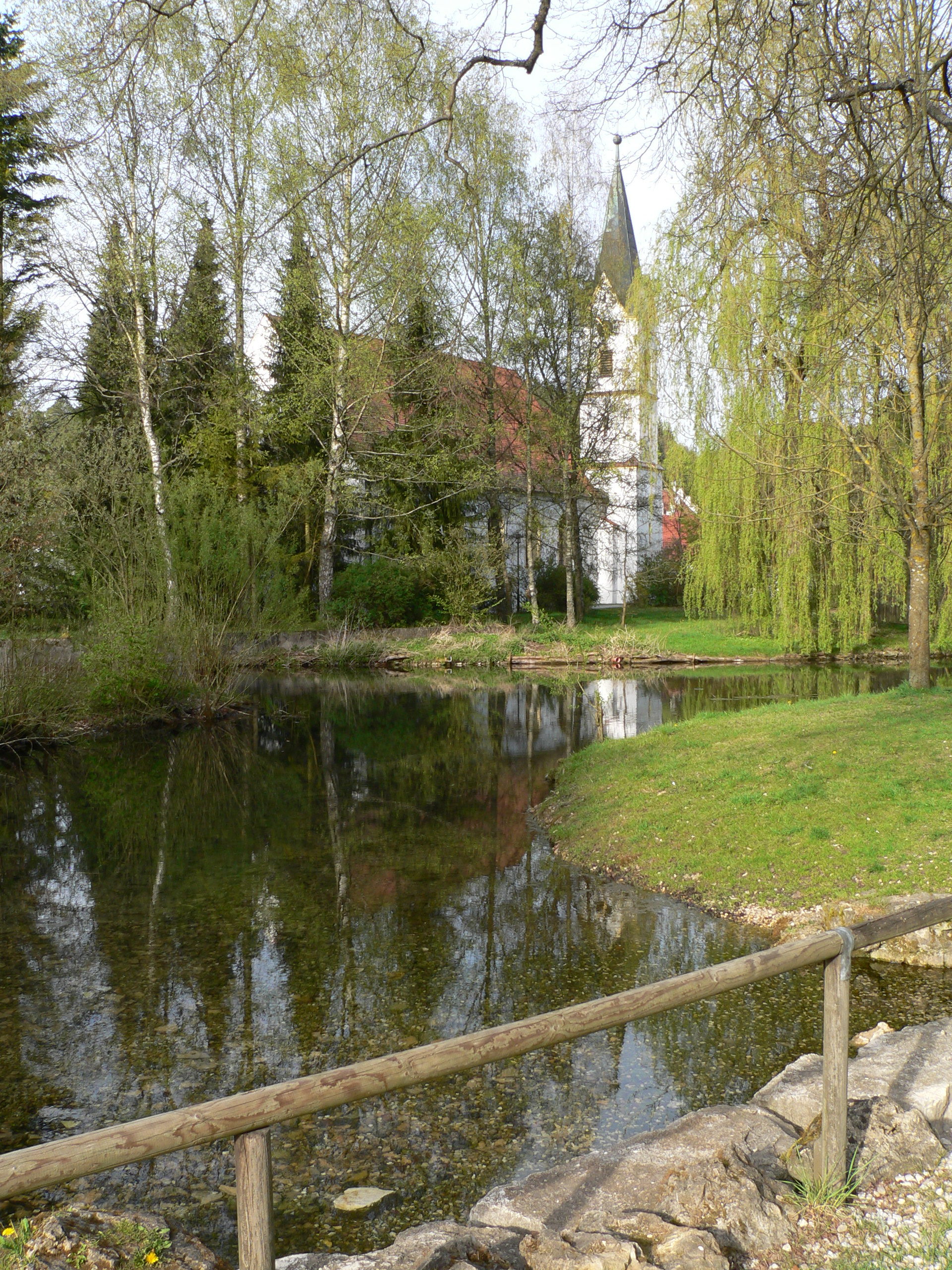
Der Schambachursprung

## Lage
Das Pfarrdorf liegt an der Bundesstraße 299, circa einen Kilometer von Sandersdorf und Pondorf entfernt. Schamhaupten liegt 404 m ü. NN.

## Namensgebung
Der Ortsname „Schamhaupten“ lässt sich herleiten aus den althochdeutschen Wörtern für „Ursprung“ (houbet) und „kurz“ (scam).

## Geschichte
Der Raum der Altmannstein stellt, wie aus zahlreichen Bodenfunden hervorgeht, einen der ältesten europäischen Siedlungsräume dar, dessen Ursprung bis in die Steinzeit zurückreicht (Reihengräber bei Sandersdorf, Bodenerzfunde bei Schafshill, Reste keltischer Erzgruben). Nur wenige 100 Meter südlich von Schamhaupten verlief der Rätische Limes, der die Grenze zwischen Germanien und römisch besetztem Gebiet bildete. Der Ort lag früher verkehrstechnisch günstig an der mittelalterlichen Handelsstraße von Salzburg nach Nürnberg (Land- und Commerzialstraße); heute führt die B 299 von Altmannstein nach Beilngries direkt durch die Ortsmitte von Schamhaupten.
Erstmals urkundlich erwähnt wurde Scamahopum in einer Urkunde vom 28. November 882 unter der Regierung von Karl dem Dicken: Eine Kirche mit Gebäuden, Land und Leuten kam an St. Emmeran in Regensburg. Ab dem 11. Jahrhundert lässt sich die adeligen Herren von Schamhaupten nachweisen, so 1097 Maganus und Berthold de Scamhoupten. Auf dem Kästelberg, dem steilen Berg gegen Süden, befand sich deren frühmittelalterliche Burg; von ihr ist außer einem hohen Wallgraben nichts mehr zu sehen. 1136 wandelte die „edle Witwe“ Gertrud ihr Landgut Schamhapp in ein reguliertes Augustiner-Chorherren-Kloster um; zur finanziellen Unterstützung der Neugründung überließ der Regensburger Bischof dem Kloster die Pfarrei Schamhaupten mit allen Rechten, Einkommen und Zehenten.
1183 überlässt das Domkapitel zu Eichstätt die auf domkapitelschen Grund und Boden erbaute Kirche des nahen Dorfes Pondorf dem Chorstift. 1303 kauft das Kloster die Kapelle von Steinsdorf. Infolge der Hirschberger Erbschaft 1305 erhalten die bayerischen Herzöge das Amt Altmannstein, zu dem das Kloster Schamhaupten gehört. 1364 schenkt der bayerische Herzog Stephan der Ältere dem Kloster ein Gut in Sandersdorf.
Trotz ehemals guter Einkünfte verarmte das Kloster im Laufe der Zeit. Um die Verhältnisse zu bessern, berief man 1441 vom Augustinerchorherrenstift Rebdorf bei Eichstätt Georg Marschalk als Propst nach Schamhaupten. Wenig später, 1446, wurde das Kloster von Hans von Haydeck geplündert. Im Jahre 1477 ließ sich Niclas von Abensberg durch Friedrich III. (HRR) seine Reichslehen, Besitztümer und sonstige Rechte detailliert bestätigen. Aus dieser Urkunde vom 12. März 1477 sind etliche Details zu Ortschaften und den Besitzverhältnissen und auch zu Schamhaupten überliefert. Als das Stift gegen Ende des 15. Jahrhunderts nahezu völlig heruntergekommen war, übergab der Regensburger Bischof 1492 das Kloster den nach der Windsheimer Kongregation reformierten Chorherren von Rebdorf zur Neubesiedelung. Die dem Kloster unterstellten Pfarrkirchen sollten von diesem Zeitpunkt an von Weltpriestern geleitet werden. Auch die Klosterschule wurde nunmehr von einem Laien geleitet.
1559 fand eine Visitation der Klosterpfarreien statt, bei der festgestellt wurde, dass die Lehre Luthers noch nicht eingedrungen sei. Gegen Ende des 16. Jahrhunderts war das Kloster wiederum stark heruntergekommen – Krieg, Hunger und Pest waren mitverantwortlich. 1606 kam das Ende des Klosters, es wurde aufgehoben. Die Erträge kamen fortan der Hohen Schule in Ingolstadt zugute. Die Schamhaupter Mönche fanden im neu gegründeten Ingolstädter Augustinerkloster teilweise Unterkommen.
Im Dreißigjährigen Krieg hatte die ganze Umgebung von Riedenburg, darunter auch das Schambachtal, viel zu leiden, dreimal hausten die Schweden in der Gegend, plünderten und brandschatzten. 1654 wurde die „von Freund und Feind“ total ruinierte Pfarrkirche mit einem neuen Dachstuhl versehen. 1655 renovierte die Universität Ingolstadt die Kirche; von den acht Altären wurden aber damals nur drei erhalten. 1661 wurde eine Volksschule gegründet; die Universität stellte den Schullehrer.
1697/98 dürfte die Kreuzkirche am Weiherfelsen errichtet worden sein, an der bis weit über die Mitte des 18. Jahrhunderts hinaus eine Wallfahrt zu einem wundertätigen Bildnis Christi des Gekreuzigten blühte. 1738 wurde die Pfarrkirche erneuert.
1781 wurde die ruinöse Kirche St. Aegidius, die älteste Kirche Schamhauptens, aufgelassen und zu einem Stadel umgewandelt. Die erst später aufgelassene Kreuzkirche diente lange als Fasshalle. Von 1784 an gab es im Ort eine Steingutfabrik.
Am 21. August 1830 gab es für König Ludwig samt Gemahlin, die auf der Durchreise waren, einen Empfang in Schamhaupten. 1850/51 erbaute man einen neuen Kirchturm, 1877 wurden neue Altäre angeschafft. 1981/82 wurde die Kirche innen renoviert. Ein Christus am Kreuz aus rotem Ton aus dem 12. (14.?) Jahrhundert gilt als ihr ehrwürdigstes Kunstwerk.
Am 1. Januar 1972 wurde Schamhaupten in den Markt Altmannstein eingegliedert.

## Pfarrei Schamhaupten
Zur Pfarrei Schamhaupten mit der Pfarrkirche St. Georg (Schamhaupten) gehören die Filialkirchen:
- St. Peter und Paul in Schafshill,
- St. Nikolaus in Thannhausen und
- Mariä Unbefleckte Empfängnis in Sandersdorf.

## Sonstiges
- Durch den Ort führt der Deutsche Limes-Radweg. Dieser folgt dem Obergermanisch-Raetischen Limes über 818 km von Bad Hönningen am Rhein nach Regensburg an der Donau.
- Schamhaupten findet immer wieder in der Presse Erwähnung, weil Horst Seehofer dort ein Ferienhaus besitzt.[4] Seine Frau Karin Seehofer stammt von dort.[5]

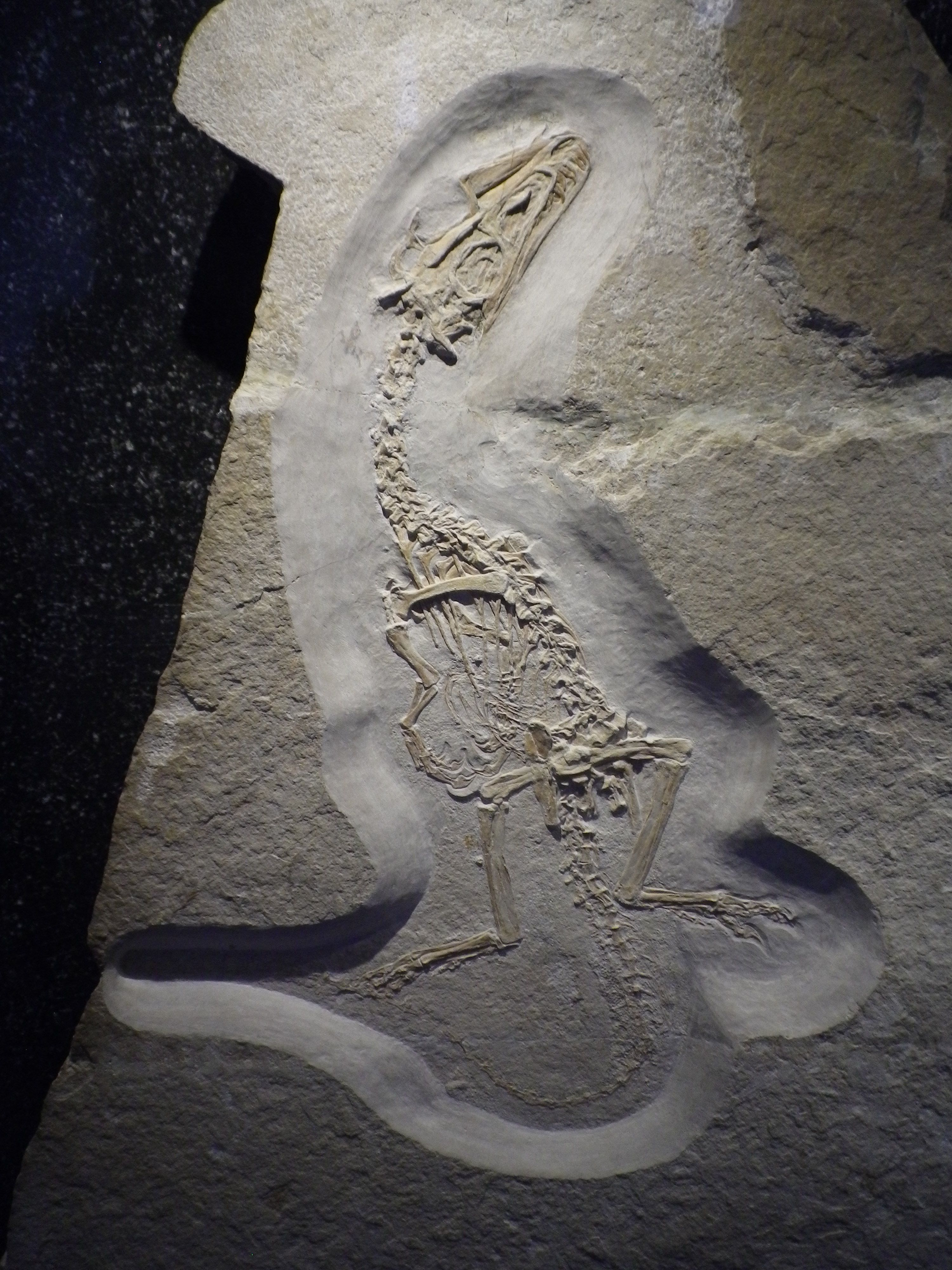
Der Juravenator starki aus Schamhaupten

- Im Jahre 1998 wurde bei Schamhaupten der Juravenator starki entdeckt. Der Raubsaurier lebte vor etwa 150 Millionen Jahren in der Region. Er wurde 2009 durch die Paläontologische Gesellschaft zum „Fossil des Jahres“ gewählt.

## Persönlichkeiten
- Leonhard Stark (* 1894 in Schamhaupten; † nach 1982 in Stockholm), Volksschullehrer und Wanderprediger